# Disconaias
Disconaias је род слатководних шкољки из породице Unionidae, речне шкољке.

## Врсте
Врсте у оквиру рода Disconaias:
- Disconaias conchos Taylor, 1997
- Disconaias disca (Lea, 1838)
- Disconaias fimbriata (Frierson, 1907)
- Disconaias novileonis (Pilsbry, 1910)
- Disconaias panacoensis (von dem Busch in Philippi, 1843)
- Disconaias purpuriata (Say, 1831)